# Psittacanthus cordatus
Psittacanthus cordatus är en tvåhjärtbladig växtart som först beskrevs av Hffmgg., och fick sitt nu gällande namn av Carl Ludwig von Blume. Psittacanthus cordatus ingår i släktet Psittacanthus och familjen Loranthaceae. Inga underarter finns listade i Catalogue of Life.